# Mount Savona Park
Mount Savona Park är en park i Kanada.   Den ligger i provinsen British Columbia, i den södra delen av landet, 3 300 km väster om huvudstaden Ottawa. Mount Savona Park ligger 589 meter över havet.
Terrängen runt Mount Savona Park är huvudsakligen kuperad, men åt nordväst är den bergig.Trakten runt Mount Savona Park är nära nog obefolkad, med mindre än två invånare per kvadratkilometer.. Närmaste större samhälle är Savona, 4,6 km nordväst om Mount Savona Park. 
I omgivningarna runt Mount Savona Park växer i huvudsak barrskog.